# Binnewitz (Großpostwitz)
Binnewitz, sorbisch Bónjecyⓘ, ist ein Ortsteil der Gemeinde Großpostwitz im sächsischen Landkreis Bautzen. Es zählt zum offiziellen sorbischen Siedlungsgebiet in der Oberlausitz.

## Geographie
Der Rundling befindet sich südöstlich von Bautzen am Oberlauf des Binnewitzer Wassers. Von Osten nach Süden hin ist Binnewitz von den Bergen der nördlichen Gebirgskette des Lausitzer Berglandes, dem 384,2 Meter hohen Mehltheuerberg, der 412,4 Meter hohen Schmoritz (Žmórc) und dem 431,9 Meter hohen Drohmberg (Lubin) umgeben. Gegen Westen und Norden erheben sich nach Ebendörfel und Grubditz zu leichte Granitanhöhen.

## Geschichte
Die erste Erwähnung von „Bunowitz“ erfolgte 1242 als Besitz des Lutholdus de Bunowitz. Das Dorf ist eine slawische Gründung, in der während der Kolonisationszeit ein Herrensitz angelegt wurde. Die Besitzer des Gutes wechselten häufig, ab 1507 gehörte „Binnwitz“ zeitweilig zu den Bautzener Ratsdörfern. Nach dem Pönfall von 1547 wurde das Gut Binnewitz dem Bautzener Rat wieder entzogen. Ab 1595 gehörte Binnewitz nur noch zu den Lehngütern. Um 1600 kam der Ort zum Kirchspiel Postwitz. 1777 wurde das Gut Binnewitz vom Bautzener Rat verwaltet. Der Ort bestand zu dieser Zeit aus einem Besessenen, 13 Gärtnern und fünf Häuslern, insgesamt lebten in Binnewitz 80 Personen. In der um 1800 in Soculahora eingerichteten Winkelschule wurden auch die Binnewitzer Kinder unterrichtet.
Für seine Statistik über die sorbische Bevölkerung in der Oberlausitz ermittelte Arnošt Muka in den achtziger Jahren des 19. Jahrhunderts eine Bevölkerungszahl von 116 Einwohnern; davon waren 113 Sorben und 3 Deutsche. Der Sprachwechsel zum Deutschen erfolgte in Binnewitz in der ersten Hälfte des 20. Jahrhunderts.

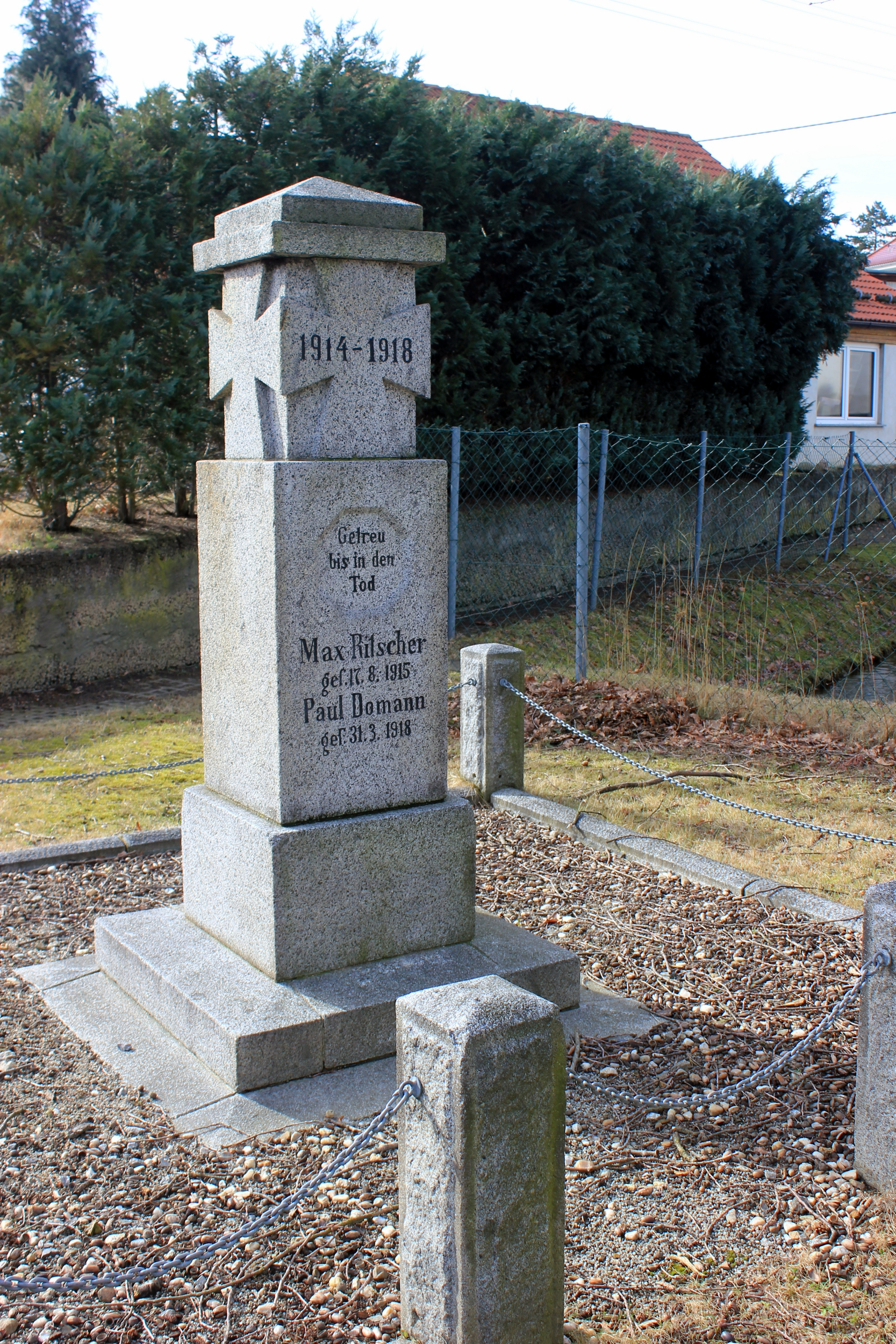
Gefallenendenkmal in der Dorfmitte

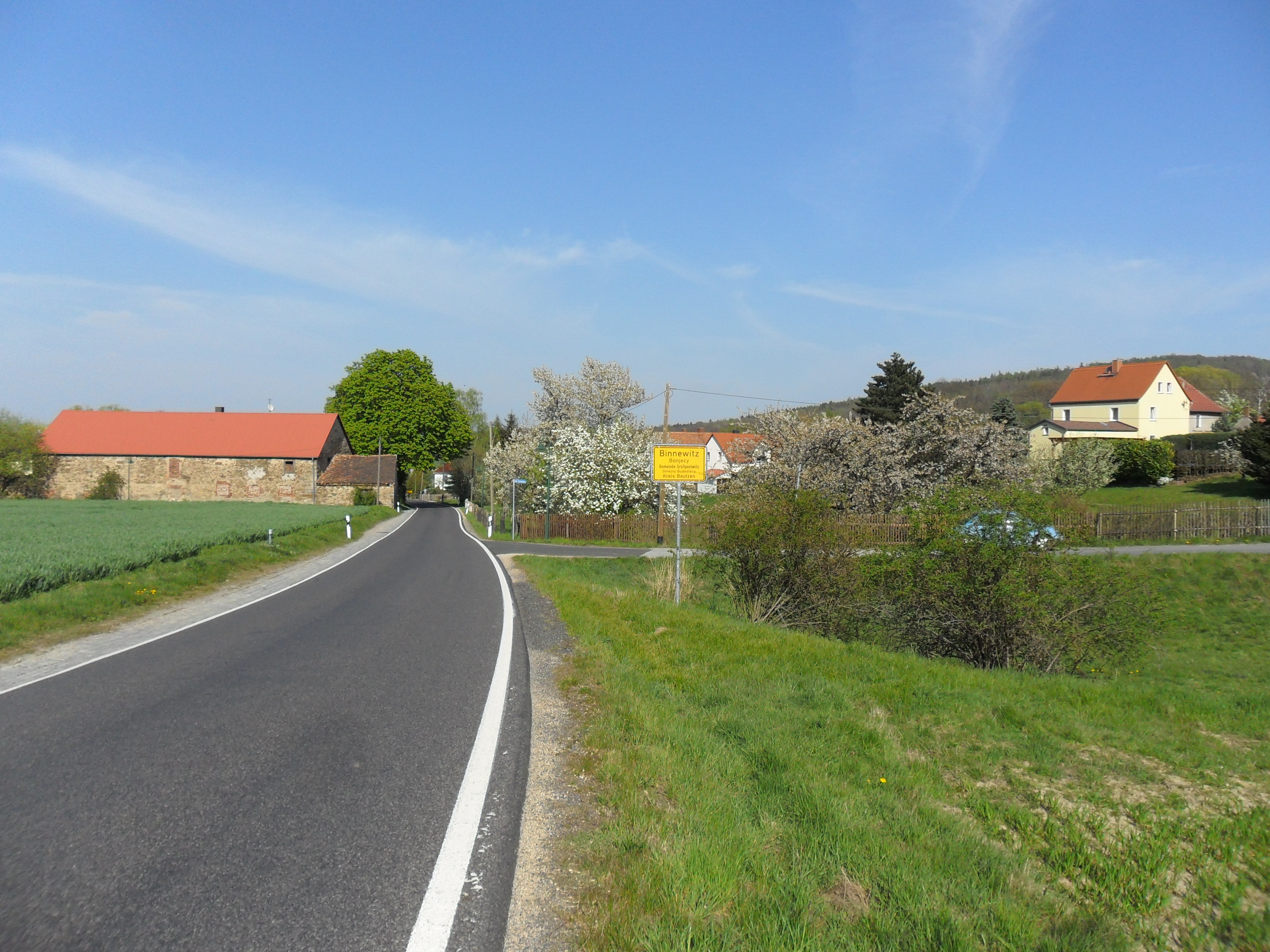
Binnewitz – mit der Zufahrt aus Richtung Ebendörfel

Um 1912 entstand das neue Herrenhaus. In den 1930er Jahren kaufte die Wehrmacht sämtliche Felder des Gutes zur Errichtung eines Truppenübungsplatzes auf. 1936 wurde Binnewitz nach Grubditz eingemeindet. Seit 1973 bildete Binnewitz einem Ortsteil von Jenkwitz. Bei der Eingemeindung von Jenkwitz nach Kubschütz wurde Binnewitz 1994 an die Gemeinde Großpostwitz ausgegliedert.

## Herrenhaus
Das Herrenhaus wurde wahrscheinlich um 1912 für den Gutsbesitzer Bär errichtet. Nach mehreren Besitzerwechseln erwarb es 1941 Friedrich August Biehle. Während des Zweiten Weltkrieges wurden darin Umsiedler aus Hamburg untergebracht. Nach Kriegsende übernahm die Volkssolidarität den überschuldeten Besitz von Biehle und nutzte das Gebäude als Erholungsheim. Danach war darin von 1951 bis 1953 die Landesschule für Erfassung und Aufkauf landwirtschaftlicher Erzeugnisse des Landes Sachsen untergebracht. Anschließend wurde es zum Ferienlager der Margarethenhütte Großdubrau und des Kreiskrankenhauses Bautzen. Ab 1956 befand sich darin eine Lehrausbildungsstätte des Forstes. 1957 beabsichtigte die Stadt Bautzen die Umgestaltung zum Altersheim, das Projekt wurde jedoch wegen fehlender Mittel nicht realisiert. Stattdessen entstand 1964 im Parterre ein Erntekindergarten für Binnewitz und Ebendörfel und ab 1968 ein ständiger Kindergarten. Im Obergeschoss waren vier Wohnungen untergebracht. Nach 1990 wurde der Kindergarten geschlossen und das Herrenhaus an die Erben von Friedrich August Biehle verkauft. Nach einer Sanierung und dem Abriss eines in den 1920er Jahren entstandenen Anbaus wurde das Gebäude 2001 verkauft.